# Jüdischer Friedhof (Niederaula)
Der Jüdische Friedhof Niederaula ist ein Friedhof in der Marktgemeinde Niederaula im Landkreis Hersfeld-Rotenburg in Hessen.
Der 1103 m² große jüdische Friedhof gegenüber dem allgemeinen Friedhof an der Ziegenhainer Straße wurde Mitte des 19. Jahrhunderts auf einem abschüssigen Grundstück außerhalb des Ortes angelegt. Die erste Bestattung auf dem Friedhof war vermutlich Anfang April 1850. Es sind etwa 60 Grabsteine erhalten. Die Zahl der hier Beigesetzten ist jedoch größer: Auf einem alten Lageplan sind etwa 110 Grabsteine verzeichnet. Ein Gedenkstein für die im Ersten Weltkrieg gefallenen acht jüdischen Soldaten ist vorhanden.